# 103966 Luni
103966 Luni este un asteroid din centura principală de asteroizi.

## Descriere
103966 Luni este un asteroid din centura principală de asteroizi. A fost descoperit pe 28 februarie 2000 la Monte Agliale de Saura Donati. Asteroidul prezintă o orbită caracterizată de o semiaxă mare de 2,39 ua, o excentricitate de 0,13 și o înclinație de 3,5° în raport cu ecliptica.